# Brigitte Douay
Brigitte Douay este un om politic francez, membru al Parlamentului European în perioada 2004-2009 din partea Franței. 
1. ↑  Who's Who in France
2. ↑  Brigitte Douay, base Sycomore, accesat în 9 octombrie 2017
3. ↑  Deputații în Parlamentul European